# Poľovnícky les
Poľovnícky les je chráněný areál v bratislavské městské části Podunajské Biskupice v okrese Bratislava II v Bratislavském kraji. Území bylo vyhlášeno v roce 1988 a jeho rozloha je 7,5 hektaru. Předmětem ochrany je porost topolu bílého (Populus alba) v Podunajské nížině.